# Marco Verratti
Marco Verratti (n. 5 noiembrie 1992, Pescara, Italia) este un fotbalist italian, care joacă pe post de mijlocaș la Al-Arabi în Qatar Stars League. Pe plan internațional, are prezențe la națională pentru Italia U19⁠(d), Italia U20⁠(d), Italia U21⁠(d) și Italia.
S-a transferat de la Pescara la PSG în 2012, la 19 ani.

## Titluri

### Club
Pescara
- Serie B: 2011–2012

Paris Saint-Germain
- Ligue 1 (5): 2012–13, 2013–14, 2014–15, 2015–16, 2017–18
- Coupe de France (3): 2014–15, 2015–16, 2016–17
- Coupe de la Ligue (5): 2013–14, 2014–15, 2015–16, 2016–17, 2017–18
- Trophée des Champions (6): 2013, 2014, 2015, 2016, 2017, 2018

## Legături externe
- Profil la TuttoCalciatori